# 翼面荷重
翼面荷重（よくめんかじゅう、Wing loading）とは、鳥や航空機などの翼に加えられる単位面積あたりの重量のこと。

## 概要
翼面荷重は、通常、翼1平方メートルあたり、どれだけの重量（kg）を支えているかを示し、kg/m2で表す。航空機においては、その機体の性能や方向性を表す重要な指数の一つである。なお、この際の重量は一般に機体の自重ではなく運用重量であるが、飛行プロファイルの各点における性能を比較するために各時点での荷重も用いられうる。
翼は、気流や水流など流体に晒されることで揚力を得る。翼の上下を流れる空気の量が多いほど、より多くの揚力を発生させることができる。即ち、より強い(速い)風に翼を晒す（飛行機自体の対気速度を上げる）か、翼面積自体を広く確保するかすれば揚力が増し、より重い負荷を持ち上げることが可能になる。翼面荷重は、その飛行機が自重に対してどれだけ翼面積を確保しているか、という性能指標である。
翼面荷重が小さい状態、または翼面荷重が小さい飛行機を低翼面荷重であるといい、逆に翼面荷重が大きいことを高翼面荷重であるという。
揚力は速度の2乗に比例する。そのため比較的高速な航空機は翼面荷重が大きく、低速の航空機は翼面荷重が小さい傾向にある。
低翼面荷重である飛行機はより低速であっても大きな揚力を確保できるので、低速での離着陸が可能で離陸滑走路長・着陸滑走路長も短くなるほか、上昇性能も向上する。またバンク角を大きくして揚力をより向心力へ用いることが出来るため、低翼面荷重である飛行機は維持旋回率が大きくなり旋回半径は小さくなる。一方で翼面積を大きく取る事は重量増、高速時における空気抵抗増の原因にもなり、横風の影響を受けやすくなり低空域での安定性低下につながる。
一方、高翼面荷重の航空機は必要な揚力を確保するためには対気速度を上げざるを得ず、そのため離着陸距離が長くなり、旋回時にも速度を下げる事ができないので旋回半径が大きくなる傾向にあり、運動性にも悪影響を与える。反面、飛行時に風の影響を受けにくく、高速時でも安定した滑らかな飛行が可能となる。また高速を維持したまま旋回する事で旋回率（旋回時の角速度）は高くなる場合もある。
翼面荷重の値の範囲は、グライダーの50 kg/m²以下から、現代の高速戦闘機の場合の390～585 kg/m²程度までである。
なお、翼面荷重の値は参考指標であっても、性能の絶対基準ではない事は留意が必要である。揚力は単純に翼面積と対気速度によって決まるものではなく、翼型や迎角によっても決まる。迎角を大きくとっても失速しにくい翼型であれば、大きな揚力を発生できる（この観点で揚力向上を図る設計としてストレーキが有名である）。またより小さな空気抵抗で大きな揚力を発生させる事、つまり揚抗比が高い事も大切な要件である。揚抗比を高めるには（亜音速域以下では）翼幅荷重を小さくする設計が求められる。複葉機においては上下の翼の干渉によって、単純に同じ面積の主翼1枚の場合の2倍の揚力を発生できない事も留意が必要である。

## グライダー
競技用グライダーでは水バラストを翼内に搭載し翼面荷重を上げ最良滑空比での巡航速度を上げることが行われる。水バラストは着陸前に放出される。

## 航空機の発達と翼面荷重
1903年のライトフライヤー号（翼面荷重：7.1kg/m2）の初飛行以来、航空機の速度は大きくなっていき、それに比例して翼面荷重は大きくなっていった。しかしながら高速で飛行する航空機であっても、離着陸の際には速度を落とす必要があるため、翼面荷重を大きくするにも限界があった。
しかし1930年代にフラップが発明された事により、高翼面荷重の機体でも低速時のみ大揚力を発生させる事が可能となったため、低速性能と高速性能の両立が可能になった。旅客機のDC-2は当時としては高翼面荷重の機体であり、300km/hを超える最高速度を誇ったが、同時に低速性能にも優れており100km/h以下であっても失速しないで飛行可能であった。以降、航空機は高翼面荷重の設計に拍車がかかる事となった。

## 第二次世界大戦期の戦闘機開発と翼面荷重
上述の通り、速度性能の向上に伴う高翼面荷重化は世界的な傾向であり、第二次世界大戦期も例外ではない。
ただし、第二次世界大戦期の日本軍は、戦闘機の開発の際この翼面荷重を低く抑えることを非常に重視している。理由は、概ね以下のようなものだと考えられる。
- 空戦の際、低翼面荷重による旋回力を生かした水平方向の格闘能力を重視したこと。
- 艦上戦闘機の場合、その空母での運用の制約で80mほどの滑走距離で離陸する能力が求められたということ（空母用のカタパルトを実用化できなかった事が影響している）。
- 陸上での運用においても、アメリカなどに比べ滑走路整備能力に著しく劣っていたため、距離の短い簡易な滑走路でも運用できること。
- 主たる戦場が太平洋島嶼部であるため長大な航続能力が求められたこと（ただしこれは低翼面荷重のみならず、主翼内に燃料タンクを設けた事とも関係する）。

## 現代機の翼面荷重

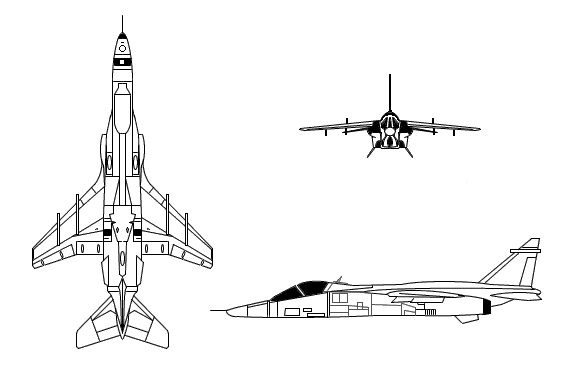
高翼面荷重機の例(SEPECAT ジャギュア)。超音速攻撃機／練習機。高速性、安定性を重視し、主翼面積は小さい。

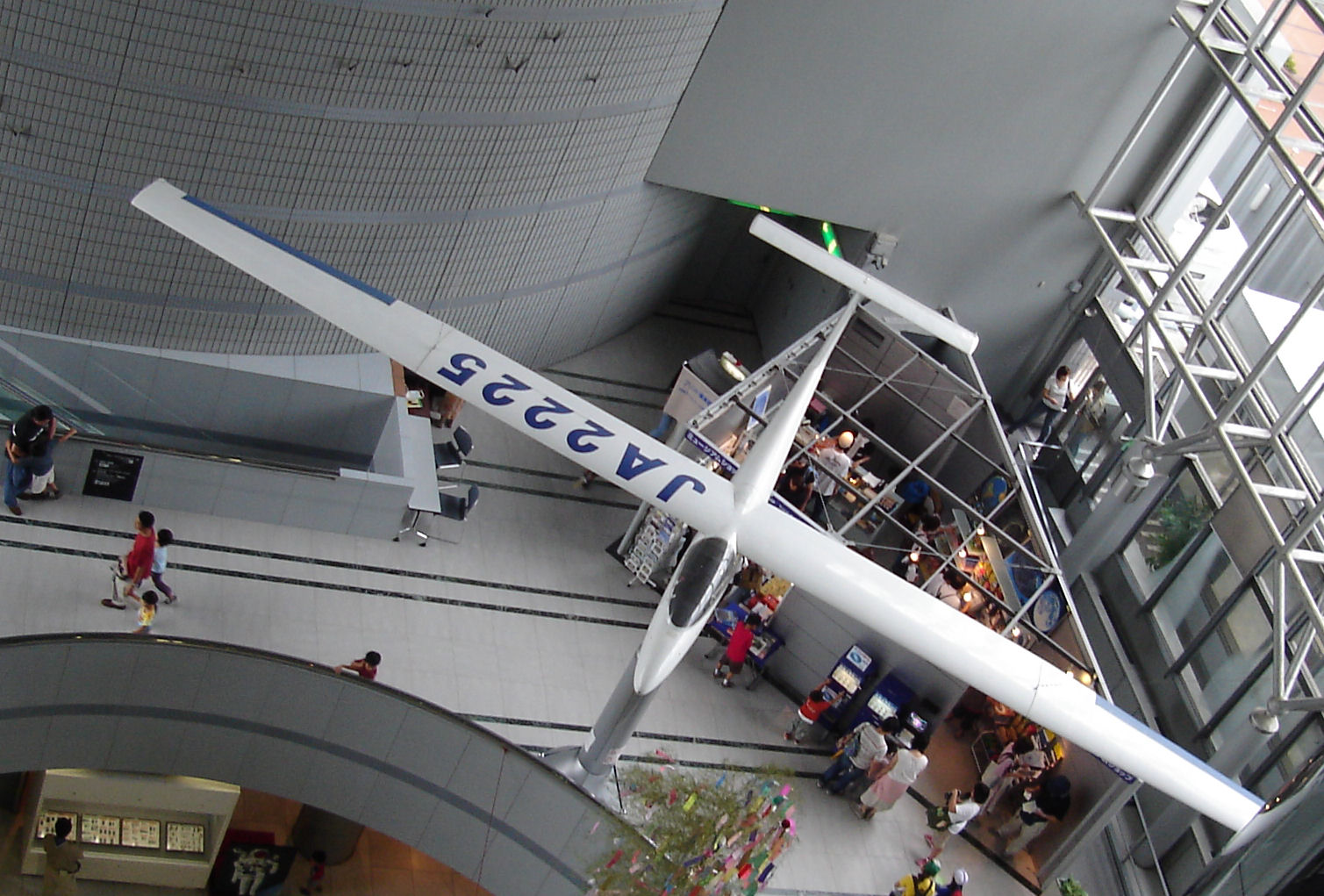
低速性能重視の航空機は、低翼面荷重の設計になる。その最たるものはグライダーである。

航空機の登場からしばらく、航空機の速度性能は上昇の一途をたどっており、それにつれて翼面荷重も高くなっていき、F-104戦闘機でそのピークに達した。しかし1950年代から60年代にかけて、速度性能はほぼ頭打ちとなっている。よって現代の航空機の設計では、速度性能と翼面荷重の値に相関関係は見られず、別の理由によって翼面荷重が決定される傾向にある。
F-104以降の戦闘機は、運動性を重視し、翼面荷重を小さく設計する傾向にある。例えばアメリカ機では、F-4戦闘機は比較的翼面荷重を小さく設計した。これは艦上戦闘機としての離着艦性能を重視したためであるが、結果としてその運動性の高さでベトナム戦争で活躍した。その次世代機であるF-15はさらに翼面荷重が小さくなった。
軍用機・民間機を問わず大型機は、高翼面荷重の設計になる傾向にある。小型機をそのままの寸法比で大型化すると、2乗3乗の法則によって、自ずと高翼面荷重の機体となる。翼面荷重を保ったまま機体を大型化するには、小型機に比して寸法比で主翼を大型化する必要があるが、そうなると野放図に機体規模が大きくなってしまう。要求される性能を満たしかつ機体規模を最小限に抑えるには、高翼面荷重の設計にする事が欠かせない。前述のF-104戦闘機は主翼面積が極めて小さく、高翼面荷重設計の機体の代表格であるが、後述の通り大型ジェット旅客機の翼面荷重は、軒並みF-104よりも高い。
A-10攻撃機のように低速性能を重視した機体は、翼面荷重が小さい。また現代航空機においても、小型プロペラ機、グライダーといった極めて低速の機体は、依然として翼面荷重は極めて小さい。
ただし戦闘機の設計においては、近年はあまり翼面荷重の値にはこだわらない傾向がある。かつては航空機の翼平面形は直線翼のみであったが、現代では後退翼やデルタ翼、可変翼など種類が多くなっている。さらにはストレーキやカナードといった種々の設計手法が存在する事から、単純な翼面荷重の値で戦闘機の性能比較ができなくなっている。例えばF/A-18はストレーキの効果によって、高翼面荷重の機体でありながら高い運動性を持つ事で知られる。ブレンデッドウィングボディのような胴体と翼を滑らかにつないだ設計では、どこまでが翼でどこからが胴体なのか区別ができないため、翼面積、ひいては翼面荷重の値がそもそも明確ではない。最近ではCCV設計やジェットエンジンの推力偏向など、揚力を上げるという手段以外での旋回性能向上手段が存在することから、なおさら翼面荷重が性能に寄与する割合は低くなっている。

## 各種機体の翼面荷重
各種機体の翼面荷重のだいたいの値を一覧にする。
| 機種                            | 年度 | 分類               | 翼面荷重 kg/m2 |
| ------------------------------- | ---- | ------------------ | -------------- |
| Buzx Z2                         | 2010 | パラグライダー     | 3.9            |
| Fun 160                         | 2007 | ハンググライダー   | 6.3            |
| ASK 21                          | 1990 | グライダー         | 33             |
| ニューポール 17                 | 1916 | 戦闘機             | 38             |
| イカルス C42                    | 1997 | マイクロ・ライト機 | 38             |
| セスナ 152                      | 1978 | 軽飛行機           | 51             |
| DC-3                            | 1936 | 旅客機             | 123            |
| スーパーマリン スピットファイア | 1942 | 戦闘機             | 158            |
| メッサーシュミット Bf109        | 1941 | 戦闘機             | 173            |
| B-17                            | 1938 | 爆撃機             | 190            |
| B-36                            | 1948 | 爆撃機             | 272            |
| ユーロファイター                | 1998 | 戦闘機             | 311            |
| F-104                           | 1958 | 戦闘機             | 514            |
| エアバスA380                    | 2007 | 旅客機             | 663            |
| ボーイング747                   | 1970 | 旅客機             | 740            |
| マクドネル・ダグラス MD-11F     | 1990 | 旅客機             | 844            |